# Лас Трес Виляс
Лас Трес Виляс (на испански: Las Tres Villas) е населено място и община в Испания. Намира се в провинция Алмерия, в състава на автономната област Андалусия. Общината влиза в състава на района (комарка) Лос Филабрес Табернас. Заема площ от 85 km². Населението му е 655 души (по данни от 2010 г.). Разстоянието до административния център на провинцията е 57 km.

## Демография
| 1996 | 1998 | 1999 | 2000 | 2001 | 2002 | 2003 | 2004 | 2005 | 2006 |
| ---- | ---- | ---- | ---- | ---- | ---- | ---- | ---- | ---- | ---- |
| 686  | 630  | 605  | 607  | 601  | 588  | 663  | 632  | 587  |      |